# Проблема каспов

Распределение плотности гало тёмной материи, полученное в рамках теоретического моделирования в рамках модели ΛCDM (профиль Наварро — Френка — Уайта, красная кривая) и путём прямых наблюдений (псевдоизотермический профиль, зелёная кривая). Для центральных областей теоретическая зависимость, в отличие от экспериментальных данных, содержит сингулярность.

Проблема каспов (проблема центрального каспа, проблема сингулярного гало, англ. cuspy halo problem) — одно из основных противоречий модели холодной тёмной материи, являющейся в настоящее время общепринятой, с наблюдательными данными. Численное моделирование эволюции структуры галактик на основании общепринятой космологической модели предсказывает сингулярность в распределении плотности гало тёмной материи в центральных областях — так называемый касп. Эффект приводил бы к такому поведению кривых вращения вблизи центра галактик, которого результаты наблюдений не подтверждают. Наблюдаемые кривые вращения свидетельствуют о существовании во внутренней зоне участка практически постоянной плотности, получившей обозначение ядра.

## Суть проблемы
В ходе теоретического исследования свойств тёмной материи в 1980-х годах была предложена гипотеза холодной тёмной материи, в частности, многими группами учёных проводилось численное моделирование эволюции структуры Вселенной на масштабах галактик в рамках модели ΛCDM. Оно показывало, что распределение плотности гало тёмной материи содержит сингулярность (резкий пик в распределении) в центре галактики — так называемый касп. Чаще всего используется аналитическая аппроксимация результатов численного моделирования — профиль Наварро — Френка — Уайта:
{\displaystyle \rho (r)={\frac {\rho _{0}}{{\frac {r}{R_{s}}}\left(1~+~{\frac {r}{R_{s}}}\right)^{2}}},}
где ρ0 — параметр, определяемый плотностью вещества Вселенной в момент формирования гало, Rs — характеристический радиус гало. Предлагались и другие варианты зависимости {\displaystyle \rho (r)\propto r^{\alpha }}, но все они дают значения показателя {\displaystyle \alpha \leqslant -1} для центральных областей (r < 1 кпк). Соответствующие кривые вращения предполагают рост скорости пропорционально {\displaystyle {\sqrt {r}}}.
С другой стороны, имеются результаты прямых астрономических наблюдений — статистика кривых вращения, среди которых наиболее показательны прежде всего данные для галактик низкой поверхностной яркости и богатых газом карликовых галактик поздних типов, поскольку именно такие объекты содержат большую долю тёмной материи. Эти данные по большей части дают обратную картину: кривые вращения демонстрируют линейный рост, так что на расстоянии нескольких килопарсек от центра галактик скорости оказываются практически вдвое ниже предсказанных теоретически. Тёмная материя не показывает никаких сингулярностей в своём распределении, показатель α в центральных областях не превышает значения −0,2 по абсолютной величине, наблюдается выраженное «ядро» с почти постоянной плотностью. Функция распределения плотности имеет скорее вид псевдоизотермического профиля:
{\displaystyle \rho (r)={\frac {\rho _{C}}{1+\left({\frac {r}{r_{C}}}\right)^{2}}},}
где rC — радиус «ядра» (порядка 1 кпк), ρC — его постоянная плотность. В ряде публикаций утверждалось, что по меньшей мере часть наблюдаемых данных удовлетворительно описывается профилем Наварро — Френка — Уайта, однако этот вывод не является консенсусным среди всего научного сообщества, и более аргументированным представляется предположение, что распределение тёмной материи как минимум не универсально для всех гало.
В ряде работ отмечалось, что проблема теории холодной тёмной материи носит более общий характер в том смысле, что она предсказывает в принципе завышенное количество тёмной материи во внутренних районах гало; другим её проявлением является проблема дефицита карликовых галактик. Эти проблемы связаны и в том смысле, что гало с «ядром» в центре скорее лишится (благодаря приливному воздействию) своих спутников — карликовых гало, существование большого числа которых предсказывается численным моделированием в рамках теории ΛCDM, как и профиль плотности с каспом.
Между тем неопределённость в описании распределения тёмной материи в центральных областях галактик вызывает неизбежные трудности прежде всего при решении задачи экспериментального обнаружения тёмной материи. В целом противоречие между предсказаниями, основанными на общепринятой космологической модели (ΛCDM), и наблюдательными данными используется критиками этой модели как серьёзный аргумент против её корректности.

## Возможные объяснения
- Неточность результатов численного моделирования, в особенности недостаточное разрешение, — практически исключена ввиду существенного прогресса вычислительных возможностей. Даже максимально точные расчёты, позволяющие смоделировать центральную часть гало размером до 0,1 кпк[30][31], дают для этой области значение показателя {\displaystyle \alpha \leqslant -0,8} в зависимости {\displaystyle \rho (r)\propto r^{\alpha }}[32][33].
- Неточность наблюдательных данных из-за всевозможных погрешностей — систематических инструментальных или измерительных, таких как размытие изображения (в особенности из-за низкого разрешения), неточное расположение щели спектрографа, ошибки, связанные с её конечной шириной при регистрации кривых вращения. Эти погрешности наиболее велики именно при анализе скоростей на минимальных расстояниях от центра галактики и могли бы приводить к получению меньших значений скоростей, следовательно, недооценке плотности тёмной материи в соответствующих областях[24][10][23].
- Неадекватность интерпретации результатов наблюдения, начиная с метода построения модели распределения плотности из наблюдаемых кривых вращения[34][35]. Некруговые траектории при регистрации кривых вращения назывались одним из объяснений возможной некорректности выводов на их основании[34][36][10][22][23]. Но экспериментальная картина сохранялась и при исключении таких галактик из числа анализируемых, к тому же такие эффекты вообще минимальны для галактик низкой поверхностной яркости (данные для которых наиболее показательны, поскольку в них содержание тёмной материи максимально)[18]. Также высказывались предположения, что гало имеют на самом деле несферическую форму[34][22], но будучи наблюдаемыми под определённым углом, кажутся сферическими и имеющими ядро с постоянной плотностью. Однако экспериментальных данных так много, что наблюдение всех галактик под таким специфическим углом представляется маловероятным[32][10]. Истинные значения скоростей вращения также могут быть занижены при наблюдении галактик с ребра. Такое же искажение может давать неравномерность распределения излучения в наблюдаемом диапазоне (в частности, Hα)[23].

Тем не менее, было показано, что все перечисленные эффекты не вносят существенного искажения в наблюдаемую картину и неспособны были бы явиться причиной того, что каспы проявлялись бы в экспериментах как ядро постоянной плотности. Кроме того, применялся и альтернативный метод, вообще не задействующий построение кривых вращения и основанный на непосредственном анализе спектроскопических данных, и он также показал отсутствие каспов в распределении масс. При этом если сингулярности гало холодной тёмной материи действительно существуют, это должно давать ограничения на космологические параметры.
- Расчётные и наблюдательные данные верны, гало изначально действительно содержат каспы, но затем они размываются. Есть предположения, что это происходит благодаря взаимодействию с барионной материей посредством так называемой обратной связи[38][36][34][3][10]. В частности, это могли бы быть вспышки звездообразования, потоки газа, вызванные взрывами сверхновых, динамическое трение облаков газа[16][39][28][10]. Гидродинамическое моделирование, учитывающее такие процессы помимо гравитационного взаимодействия, демонстрирует, что это возможно[3][9]; предлагалось и аналитическое описание такого рода механизмов[40]. Между тем показано, что такие процессы могут, напротив, оказывать обратное действие, увеличивая плотность гало в центральных областях[9][10]; кроме того, они эффективны не всегда, а лишь при определённых параметрах интенсивности звездообразования[41], общей массы звёздной составляющей[42] и степени её сосредоточения к центру[3].
- Расчётные и наблюдательные данные верны, и картина образования гало, предполагаемая в рамках модели холодной тёмной материи, неверна. Это означает необходимость изменения представлений о свойствах и природе тёмной материи[38][17][3][9]. Чаще всего в качестве альтернативы рассматривается тёплая тёмная материя[англ.][43], хотя высказывались аргументы, что в соответствующей модели эволюции Вселенной возникновение сингулярностей также неизбежно[17][44][45]. Предлагались и более экзотические модификации: столкновительная (самовзаимодействующая[англ.])[46], мета-холодная[англ.][47], сильно аннигилирующая тёмная материя[48], ультралёгкая тёмная материя скалярного поля[англ.][49][50] (обозначаемая также как сверхтекучая[51] или нечёткая[англ.][52]) и ряд других моделей[36], имеющих, однако, свои трудности[28][24][45]. Некоторыми авторами высказывались предположения о необходимости модификации космологических параметров всей модели ΛCDM (в частности, амплитуды среднеквадратичных флуктуаций плотности материи на масштабе 8 Мпк, σ8), лежащей в основе теоретических расчётов, для соответствия их результатов данным наблюдений[10]. Наконец, наиболее радикальная точка зрения заключается в отрицании модели ΛCDM, в частности, существования тёмной материи как её основного постулата. Сторонники этой позиции предлагают в качестве альтернативы различные теории модифицированной гравитации[53].